# Развој светског рекорда на 400 метара за жене
Први светски рекорд на 400 метара у атлетици за жене признат је од ИААФ (International Association of Athletics Federations – Међународна атлетска федерација), 1957. године. Први рекорди су мерени ручно (штоперицом).
Од 1975, ИААФ прихватала је резултате мерене ручно и елекронским путем за дисциплине трчања на 100, 200 и 400 метара. Од 1. јануара, 1977, ИААФ за ове дисцилине прзнаје само резултате мерене електронским путем и приказаном времену на стотинке секунде.
ИААФ је до данас (2015) ратификовала 26 светских рекорда у женској конкуренцији.

## Рекорди мерени ручно 1957–76.
| Ручно | Елекронски | Атлетичарка       | Земља           | Место                     | Датум                        |
| ----- | ---------- | ----------------- | --------------- | ------------------------- | ---------------------------- |
| 57,0у |            | Марлен Вилард     | Аустралија      | Сиднеј, Аустралија        | 6. јануар 1957.              |
| 57,0у |            | Марис Чемберлен   | Нови Зеланд     | Крајстчерч, Нови Зеланд   | 16. фебруар 1957.            |
| 56,3у |            | Ненси Бојл        | Аустралија      | Сиднеј, Аустралија        | 24. фебруар 1957.            |
| 55,2  |            | Полина Лазарева   | Совјетски Савез | Москва, СССР              | 10. мај 1957.                |
| 54,0  |            | Марија Иткина     | Совјетски Савез | Минск, СССР               | 8. јун 1957.                 |
| 53,6  |            | Марија Иткина     | Совјетски Савез | Москва, СССР              | 6. јул 1957.                 |
| 53,4+ |            | Марија Иткина     | Совјетски Савез | Краснодар, СССР           | 12. септембар 1959.          |
| 53,4  |            | Марија Иткина     | Совјетски Савез | Београд, СФРЈ             | 14. септембар 1962.          |
| 51,9  |            | Shin Geum-Dan     | Северна Кореја  | Пјонгјанг, Северна Кореја | 23 October 1962              |
| 51,7  | 51,72      | Никол Дукло       | Француска       | Атина, Грчка              | 18. септембар 1969.          |
| 51,7  | 51,74      | Колет Бесон       | Француска       | Атина, Грчка              | 18. септембар September 1969 |
| 51,0  | 51,02      | Marilyn Neufville | Јамајка         | Единбург, Шкотска         | 23. јул 1970.                |
| 51,0  | 51,08      | Моника Зерт       | Источна Немачка | Париз, Француска          | 4. јул 1972.                 |
| 49.9  |            | Ирена Шевинска    | Пољска          | Варшава, Пољска           | 22. јун 1974.                |

+ Резултат постигнут као пролазно време трке на дужој дистанци

## Рекорди мерени електронски 1975
Резултат Рите Салин 50,14 био је први рекорд мерен само електронски.
| Време | Атлетичарка          | Земља           | Место                    | Датум              | Трајање              |
| ----- | -------------------- | --------------- | ------------------------ | ------------------ | -------------------- |
| 50,14 | Рита Салин           | Финска          | Рим, Италија             | 4. септембар 1974. | 1 година и 248 дана  |
| 49,77 | Кристина Бремер      | Источна Немачка | Дрезден, Источна Немачка | 9. мај 1976.       | 44 дана              |
| 49,75 | Ирена Шевинска       | Пољска          | Бидгошч, Пољска          | 22. јун 1976.      | 37 дана              |
| 49,29 | Ирена Шевинска       | Пољска          | Монтреал, Канада         | 29. јул 1976.      | 1 година и 338 дана  |
| 49,19 | Марита Кох           | Источна Немачка | Лајпциг, Источна Немачка | 2. јули 1978.      | 48 дана              |
| 49,03 | Марита Кох           | Источна Немачка | Потсдам, Источна Немачка | 19. август 1978.   | 12 дана              |
| 48,94 | Марита Кох           | Источна Немачка | Праг, Чехословачка       | 31. август 1978.   | 332 дана             |
| 48,89 | Марита Кох           | Источна Немачка | Потсдам, Источна Немачка | 29. јул 1979.      | 6 дана               |
| 48,60 | Марита Кох           | Источна Немачка | Торино, Италија          | 4. август 1979.    | 3 године и 35 дана   |
| 48,16 | Марита Кох           | Источна Немачка | Атина, Грчка             | 8. септембар 1982. | 336 дана             |
| 47,99 | Јармила Кратохвилова | Чехословачка    | Хелсинки, Финска         | 10. август 1983.   | 2 године и 57 дана   |
| 47,60 | Марита Кох           | Источна Немачка | Канбера, Аустралија      | 6. отобар 1985.    | 39 година и 229 дана |